# Опатовці-над-Нітрою
Опатовці-над-Нітрою (словац. Opatovce nad Nitrou) — село, громада округу Пр'євідза, Тренчинський край. Кадастрова площа громади — 9.17 км².
Населення 1546 осіб (станом на 31 грудня 2020 року).

## Історія
Опатовці-над-Нітрою згадується 1113 року.

## Населення
| Рік:            | 1994. | 2004.   | 2014.   | 2024.   |
| --------------- | ----- | ------- | ------- | ------- |
| Кількість осіб: | 1478  | 1453    | 1568    | 1517    |
| Різниця:        |       | -1,69 % | +7,91 % | -3,25 % |

| Рік:            | 2023. | 2024.   |
| --------------- | ----- | ------- |
| Кількість осіб: | 1547  | 1517    |
| Різниця:        |       | -1,93 % |